# 里薩
里萨（德語：Riesa，發音：[ˈʁiːza] ⓘ）是德国萨克森州迈森县的城市，曾是里萨县的县治，面积58.91平方千米，2023年12月31日人口为29,127人。

## 友好城市
里萨共与七座城市结为友好城市关系：
- 法國 维勒吕（1961年10月6日）
- 德国 巴登-符滕堡州 曼海姆（1988年6月29日）
- 英国 罗瑟勒姆（1998年5月11日）
- 中国 江苏省 苏州市（1999年8月16日）
- 美国 桑迪（2002年10月3日）
- 波蘭 格沃古夫（2005年10月1日）
- 義大利 洛纳托德尔加尔达（2012年5月22日）